# Chabahar Airlines

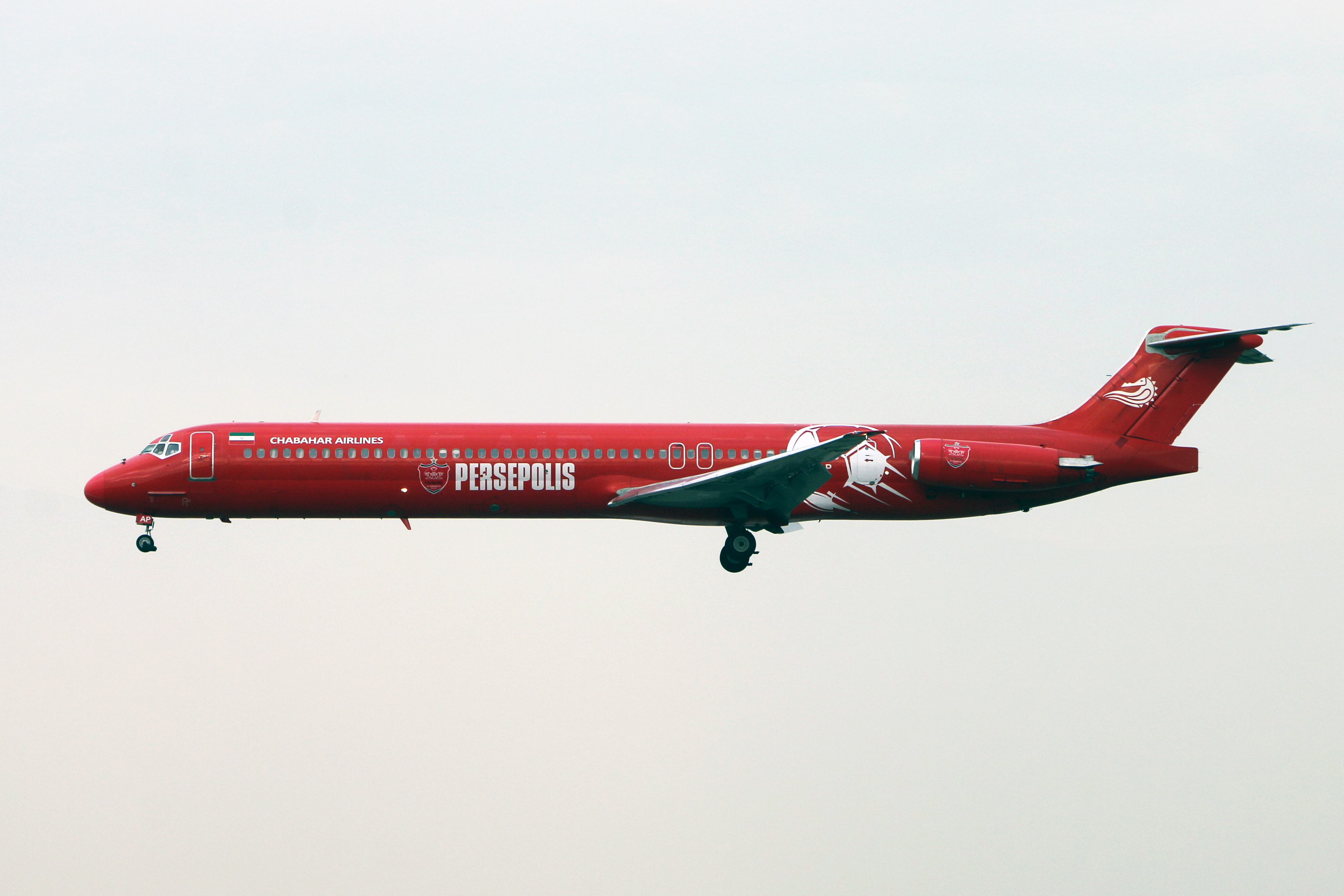
McDonnell Douglas MD-83 de Chabahar Airlines con los colores del Persépolis FC sobre el aeropuerto internacional de Mehrabad (2023)

Chabahar Airlines (هواپيمايي چابهار) es una aerolínea con base en Teherán, Irán. Su base de operaciones principal es el Aeropuerto Internacional de Mehrabad. 

## Destinos
| Países | Destinos | Aeropuertos                          | Notas |
| ------ | -------- | ------------------------------------ | ----- |
| Irán   | Abadán   | Aeropuerto de Abadán                 |       |
| Irán   | Ahvaz    | Aeropuerto Internacional de Ahvaz    |       |
| Irán   | Chabahar | Aeropuerto de Chabahar               |       |
| Irán   | Isfahán  | Aeropuerto de Isfahán                |       |
| Irán   | Kerman   | Aeropuerto de Kermán                 |       |
| Irán   | Kish     | Aeropuerto Internacional de Kish     |       |
| Irán   | Mashhad  | Aeropuerto Internacional de Mashhad  |       |
| Irán   | Qeshm    | Aeropuerto de Qeshm                  |       |
| Irán   | Shiraz   | Aeropuerto Internacional de Shiraz   |       |
| Irán   | Teherán  | Aeropuerto Internacional de Mehrabad | HUB   |
| Irán   | Zahedán  | Aeropuerto de Zahedán                |       |

## Flota
La flota de Chabahar Airlines incluye los siguientes aviones:
| Aeronaves               | En servicio | Pedidos | Pasajeros (clase única)                           | Matrículas                                        | Antigüedad                                        |
| ----------------------- | ----------- | ------- | ------------------------------------------------- | ------------------------------------------------- | ------------------------------------------------- |
| McDonnell Douglas MD-82 | 2           | —       | 160                                               | EP-CBD                                            | 36,3 años                                         |
| McDonnell Douglas MD-82 | 2           | —       | 160                                               | EP-CBH                                            | 32,1 años                                         |
| McDonnell Douglas MD-83 | 2           | —       | 160                                               | EP-SEB                                            | 35,4 años                                         |
| McDonnell Douglas MD-83 | 2           | —       | 160                                               | EP-CBI                                            | 29,9 años                                         |
| Total                   | 4           | —       | Edad media de la flota (julio de 2025): 33,4 años | Edad media de la flota (julio de 2025): 33,4 años | Edad media de la flota (julio de 2025): 33,4 años |

### Flota histórica
| Aeronaves       | Total | Introducido | Retirado | Matrículas                                                                              |
| --------------- | ----- | ----------- | -------- | --------------------------------------------------------------------------------------- |
| Airbus A340-300 | 2     | 2012        | 2012     | HS-CHA y HS-CHB                                                                         |
| Boeing 737-300  | 1     | 2024        | 2025     | EP-LEE                                                                                  |
| Fokker 100      | 11    | 2005        | 2016     | EP-CFL, EP-CFR, EP-CFO, EP-CFM, EP-CFP, EP-CFE, EP-CFN, EP-CFQ, EP-CFI, EP-CFJ y EP-CFK |
| Ilyushin Il-76  | 3     | 2000        | 2007     | EP-CFC, EP-CFA y EP-SFA                                                                 |